# Rechtmehring
Rechtmehring là một đô thị thuộc huyện Mühldorf bang Bayern nước Đức